# 新廷博特瓦

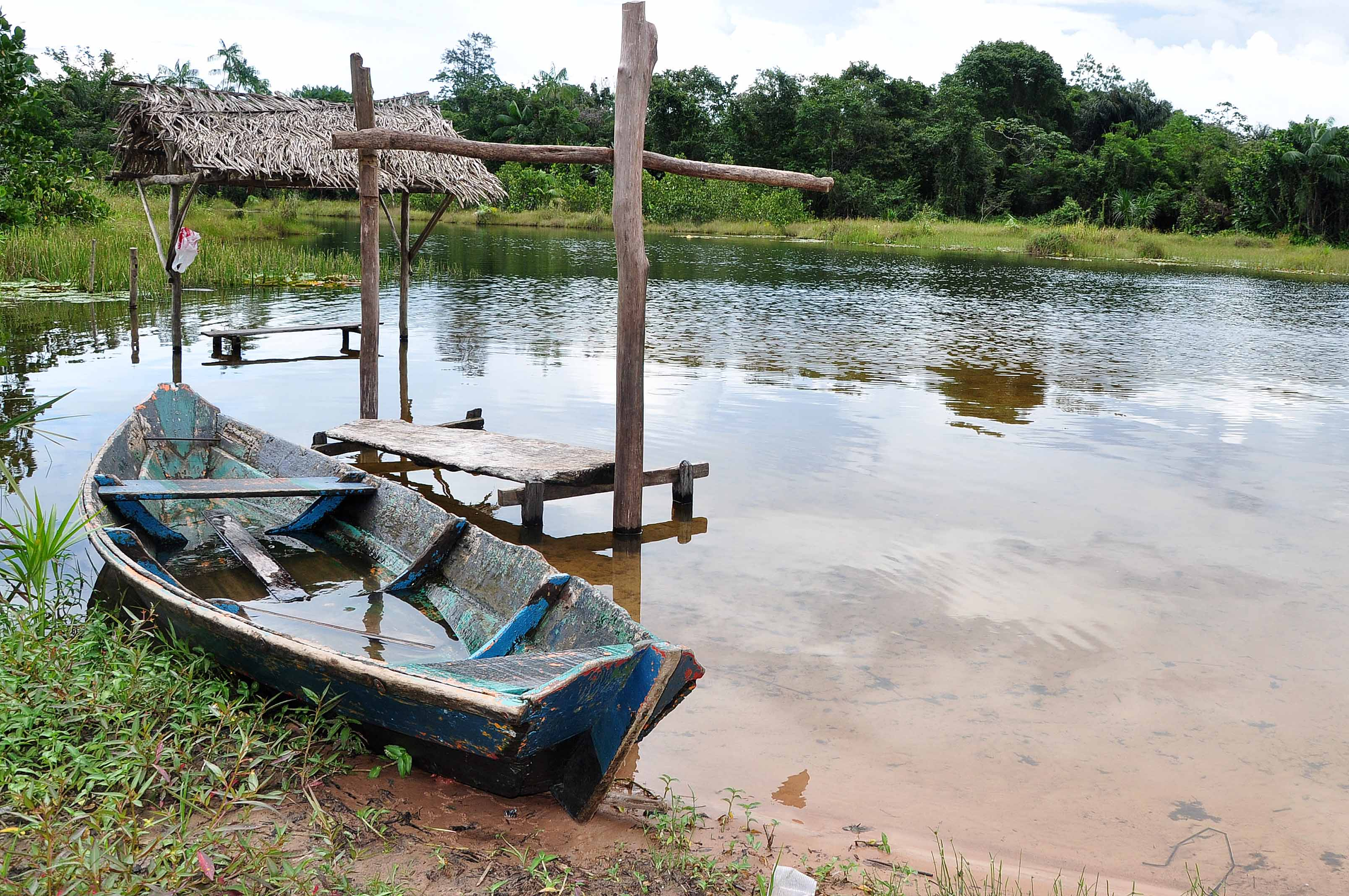
新廷博特瓦

新廷博特瓦（葡萄牙語：Nova Timboteua），是巴西的城鎮，位於該國北部，由帕拉州負責管轄，始建於1943年12月30日，面積489.86平方公里，海拔高度51米，2010年人口13,660，人口密度每平方公里27.89人。